# Thomasomys
Genre
Thomasomys est un genre de rongeurs de la famille des Cricétidés. Son nom honore le zoologiste anglais Oldfield Thomas (1858-1929). L'analyse de séquences d'ADN nucléaire a montré en 2006 qu'il est un groupe-frère du genre Rhagomys.

## Liste des espèces
Selon ITIS (21 septembre 2017) :
- Thomasomys apeco Leo L. & Gardner, 1993
- Thomasomys aureus (Tomes, 1860)
- Thomasomys baeops (Thomas, 1899)
- Thomasomys bombycinus Anthony, 1925
- Thomasomys caudivarius Anthony, 1923
- Thomasomys cinereiventer J. A. Allen, 1912
- Thomasomys cinereus (Thomas, 1882)
- Thomasomys cinnameus Anthony, 1924
- Thomasomys daphne Thomas, 1917
- Thomasomys eleusis Thomas, 1926
- Thomasomys erro Anthony, 1926
- Thomasomys gracilis Thomas, 1917
- Thomasomys hudsoni Anthony, 1923
- Thomasomys hylophilus Osgood, 1912
- Thomasomys incanus (Thomas, 1894)
- Thomasomys ischyrus Osgood, 1914
- Thomasomys kalinowskii (Thomas, 1894)
- Thomasomys ladewi Anthony, 1926
- Thomasomys laniger (Thomas, 1895)
- Thomasomys macrotis Gardner & Romo R., 1993
- Thomasomys monochromos Bangs, 1900
- Thomasomys niveipes (Thomas, 1896)
- Thomasomys notatus Thomas, 1917
- Thomasomys onkiro Luna & Pacheco, 2002
- Thomasomys oreas Anthony, 1926
- Thomasomys paramorum Thomas, 1898
- Thomasomys popayanus J. A. Allen, 1912
- Thomasomys praetor (Thomas, 1900)
- Thomasomys pyrrhonotus Thomas, 1886
- Thomasomys rhoadsi Stone, 1914
- Thomasomys rosalinda Thomas & St. Leger, 1926
- Thomasomys silvestris Anthony, 1924
- Thomasomys taczanowskii (Thomas, 1882)
- Thomasomys ucucha Voss, 2003
- Thomasomys vestitus (Thomas, 1898)
- Thomasomys vulcani (Thomas, 1898)